# 黒田記代
黒田 記代（くろだ きよ、1916年2月17日 - 2004年）は、日本の女優である。本名富田 千代（とみた ちよ）。1930年代の松竹蒲田撮影所で「蒲田ラッキー・セブン」のひとりとして売り出されたが、むしろその後の日活多摩川撮影所、新興キネマ東京撮影所の現代劇の主演女優として知られる。

## 人物・来歴
1916年（大正5年）2月17日、北海道札幌区（現在の札幌市中央区）南5条西7丁目に生まれる。姉はのちに俳優の大邦一公と結婚している。
地元・札幌の某女学校を中途退学し、函館市のデパートに勤務。その後、家族と共に東京に移る。1934年（昭和9年）早々に松竹蒲田撮影所に入社、同年3月8日に公開された清水宏監督のサウンド版『恋を知りそめ申し候』で、主役の藤井貢の相手役に抜擢されて、満19歳で映画界にデビューした。同年、松竹キネマは、前後して入社した御影公子、忍節子、久原良子、小池政江、水島光代、高杉早苗とともに「蒲田ラッキー・セブン」として、黒田を売り出す。しかし同年秋には、日活多摩川撮影所（のちの大映東京撮影所、現在の角川大映撮影所）に移籍、同年11月1日に公開された田口哲監督のサイレント映画『芸者三代記 大正篇』に主演した。近代的な容貌で注目され、『人生劇場・青春編』（監督内田吐夢、1936年）、『情熱の詩人琢木』（監督熊谷久虎、1936年）、『蒼氓』（同、1937年）などの文芸映画で主演を務める。ときに日活京都撮影所に貸し出され、『忠臣蔵 地の巻』『忠臣蔵 天の巻』（監督池田富保・マキノ正博、1938年）の浮橋太夫役等、時代劇にも出演した。
1939年（昭和14年）には、東京府東京市板橋区東大泉町（現在の東京都練馬区東大泉）の新興キネマ東京撮影所（現在の東映東京撮影所）に移籍した。1942年（昭和17年）1月10日の戦時統合による新興キネマの合併、大映設立に際しては、同社に継続入社し、新興キネマ東京撮影所改め「大映東京第一撮影所」に所属した。同撮影所はやがて閉鎖されたため、東京府北多摩郡調布町大字布田小島分（現在の東京都調布市多摩川六丁目1番1号）の大映東京撮影所に異動したが、1943年（昭和18年）7月29日に公開された『我が家の風』（監督田中重雄）に出演した後に、満28歳で同社を退社した。
退社後は、舞台での演劇実演に転向し、加賀邦男の「新文藝座」に参加した。同年11月、京都座で『人妻椿』に出演、翌1944年（昭和19年）7月には花月劇場で明朗劇『素晴しい戦果』に加賀や小林十九二らと出演、翌8月にも同劇場で『新らしき産声』に江川宇礼雄や加賀、小林らと出演、翌1945年（昭和20年）1月にも同劇場で現代劇『求婚合戦』に新田実、加賀、小林とともに出演したという記録が残っている。
第二次世界大戦の終結後は、1946年（昭和21年）1月10日に公開された田中重雄監督の『幾山河』、満39歳となった1954年（昭和29年）9月17日に公開された、中川順夫監督の『見ないで頂戴お月さま』に出演した記録が残っている。

## フィルモグラフィ
すべてクレジットは「出演」である。公開日の右側には役名、および東京国立近代美術館フィルムセンター（NFC）、マツダ映画社所蔵等の上映用プリントの現存状況についても記す。同センター等に所蔵されていないものは、とくに1940年代以前の作品についてはほぼ現存しないフィルムである。資料によってタイトルの異なるものは併記した。
※太字の題名はキネマ旬報ベストテンにランクインした作品

### 松竹蒲田撮影所

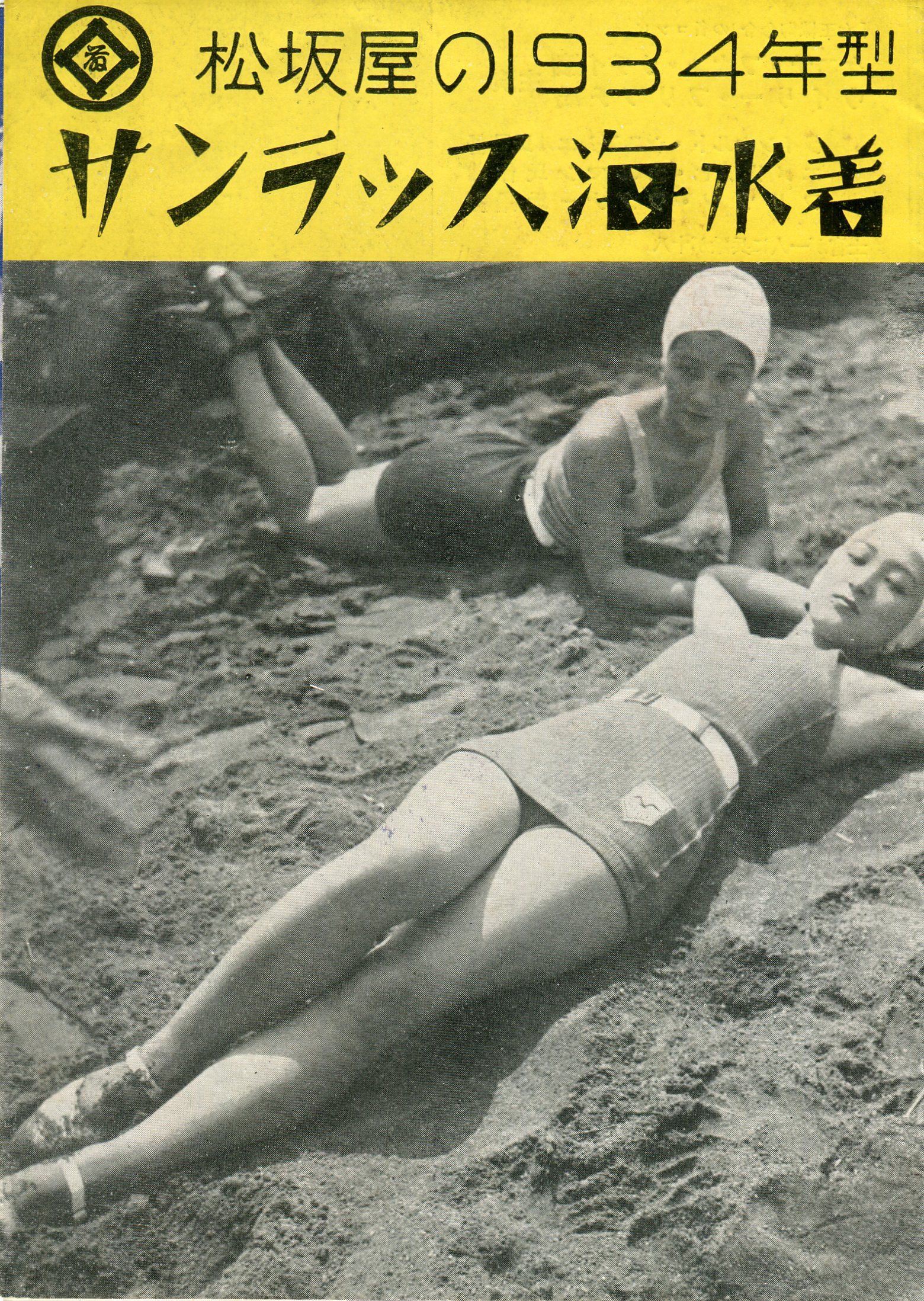
松坂屋の広告（1934年）。手前が黒田記代。後ろは忍節子

すべて製作は「松竹蒲田撮影所」、すべて配給は「松竹キネマ」、特筆以外すべてサイレント映画である。
- 『恋を知りそめ申し候』 : 監督清水宏、サウンド版、1934年3月8日公開 - ダンサー・京子
- 『祇園囃子』 : 監督清水宏、サウンド版、1934年6月14日公開 - 芸妓・美代菊

### 日活多摩川撮影所

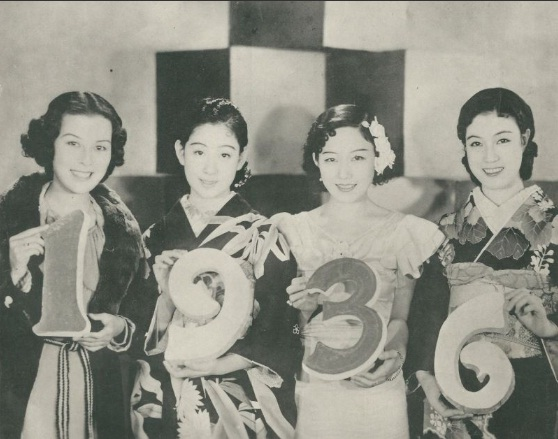
1936年（昭和11年）の日活の年賀状、満20歳。左から黒田・花柳小菊・原みち子・池雅子。

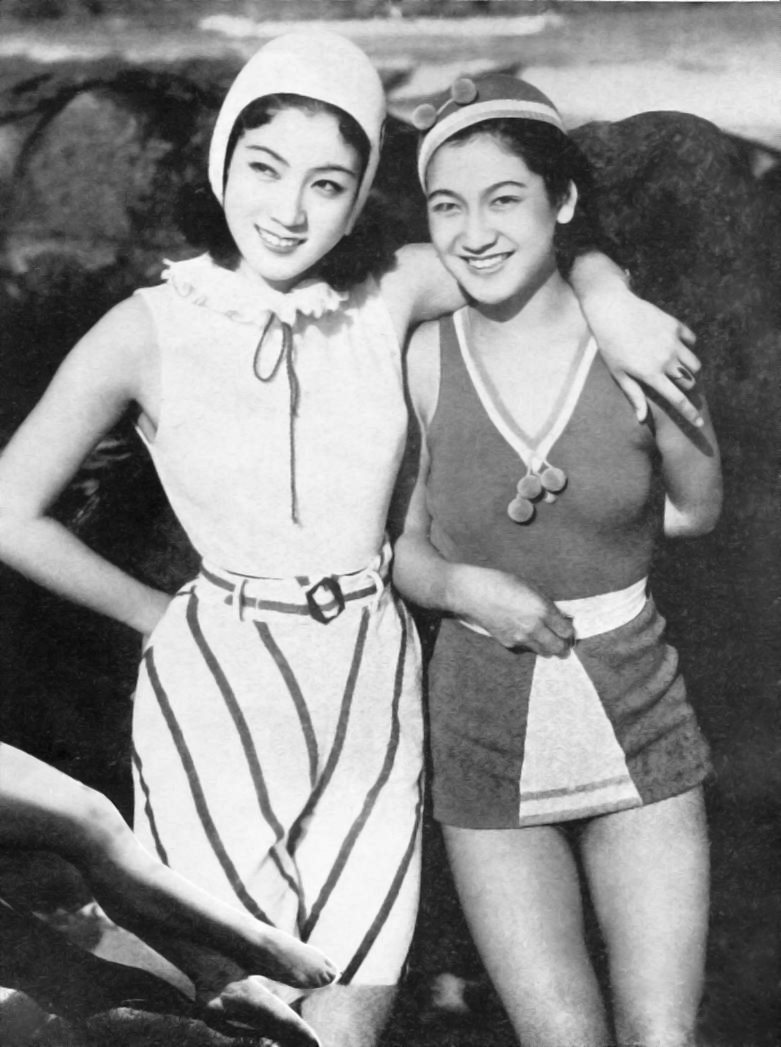
黒田（左）と原節子（右）、『日活画報』1936年（昭和11年）7月号。

特筆以外すべて製作は「日活多摩川撮影所」、すべて配給は「日活」、特筆以外すべてトーキーである。
- 『芸者三代記 大正篇』[5] : 監督田口哲、サイレント映画、1934年11月1日公開 - 萬龍（主演）[1]
- 『お艶殺し』 : 監督辻吉朗、製作日活京都撮影所、1934年11月15日公開 - お艶
- 『多情仏心』 : 監督阿部豊、製作日活・協同映画、1934年11月22日公開 - お澄
- 『わたしがお嫁に行ったなら』 : 監督熊谷久虎・大谷俊夫・春原政久、オムニバス、1935年1月5日公開 - 妻（『軍人の巻』）
- 『金色の蜃気楼』 : 監督清瀬英次郎、サイレント映画、1935年2月21日公開 - お八重ちゃん
- 『召集令』 : 監督渡辺邦男、部分発声版、1935年3月14日公開 - 小田の娘八重　(現存。2004年にNFC上映記録あり。[14])
- 『青春音頭』 : 監督熊谷久虎、1935年4月3日公開 - 道子
- 『薔薇色の道』 : 監督春原政久、1935年4月18日公開 - 娘 絹子（主演[6]）、62分尺で現存（NFC所蔵[6]）
- 『うら街の交響楽』[5] : 監督渡辺邦男、1935年5月15日公開 - 娘お光
- 『海國大日本』 : 監督阿部豊、製作日活・協同映画・太秦発声映画・ゼーオースタヂオ・日本ビクター、1935年5月27日公開 (米国Academy Film Archive 所蔵の Movie Making in Japan 中に断片が現存。[15])
- 『魔風恋風』（『魔風戀風』[5]） : 監督千葉泰樹、サウンド版、1935年6月29日公開 - 夏本芳江
- 『人生天気予報』 : 監督清瀬英次郎、1935年9月12日公開 - 妹・お信（主演）
- 『魂を投げろ』 : 監督田口哲、1935年9月26日公開 - 早崎の姉、現存（新潮社DVD）
- 『緑の地平線 前篇』 : 監督阿部豊、1935年10月1日公開 - 吉井早苗
- 『緑の地平線 後篇』 : 監督阿部豊、1935年10月9日公開 - 吉井早苗
- 『ジャズの街かど』（『ジャズの街角』[5]） : 監督渡辺邦男、1935年12月31日公開 - 田村の娘・きよ子
- 『人生劇場』（『人生劇場 青春篇』[5]） : 監督内田吐夢、1936年2月13日公開 - おりん、49分尺で現存（NFC所蔵[6]）
- 『情熱の詩人琢木 ふるさと篇』 : 監督熊谷久虎、1936年3月12日公開 - 並木智栄子、70分尺で現存（神戸映画資料館所蔵[16]）
- 『試験地獄』 : 監督倉田文人、1936年3月19日公開 - 娘・蓉子
- 『追憶の薔薇 前後篇』 : 監督田坂具隆、1936年5月14日公開 - 桂子
- 『慈悲心鳥』 : 監督渡辺邦男、1936年7月1日公開 - 駒井静子
- 『彼女の場合』 : 監督春原政久、1936年9月10日公開 - 吉村貞子（主演）
- 『花嫁べからず読本』 : 監督伊賀山正徳、1936年12月3日公開 - 妻春代
- 『浴槽の花嫁』 : 監督清瀬英次郎、1936年12月31日公開 - 花嫁・香代子（主演）
- 『翼の世界』 : 監督田口哲、1937年2月1日公開 - 川田道子（主演）、現存（マツダ映画社所蔵[13]）
- 『蒼氓』 : 監督熊谷久虎、1937年2月18日公開 - 佐藤夏
- 『青い背広で』 : 監督清瀬英次郎、1937年4月8日公開 - 女給・ルリ子
- 『浅野内匠頭』 : 監督藤田潤一、製作片岡千恵蔵プロダクション、1937年4月15日公開 - 内匠頭奥方
- 『日月と共に』 : 監督水ヶ江龍一、1937年4月23日公開 - 女賊
- 『女よ男を裁け』 : 監督清瀬英次郎、1937年5月6日公開 - 真木秋子[5]（直木秋子[2]）

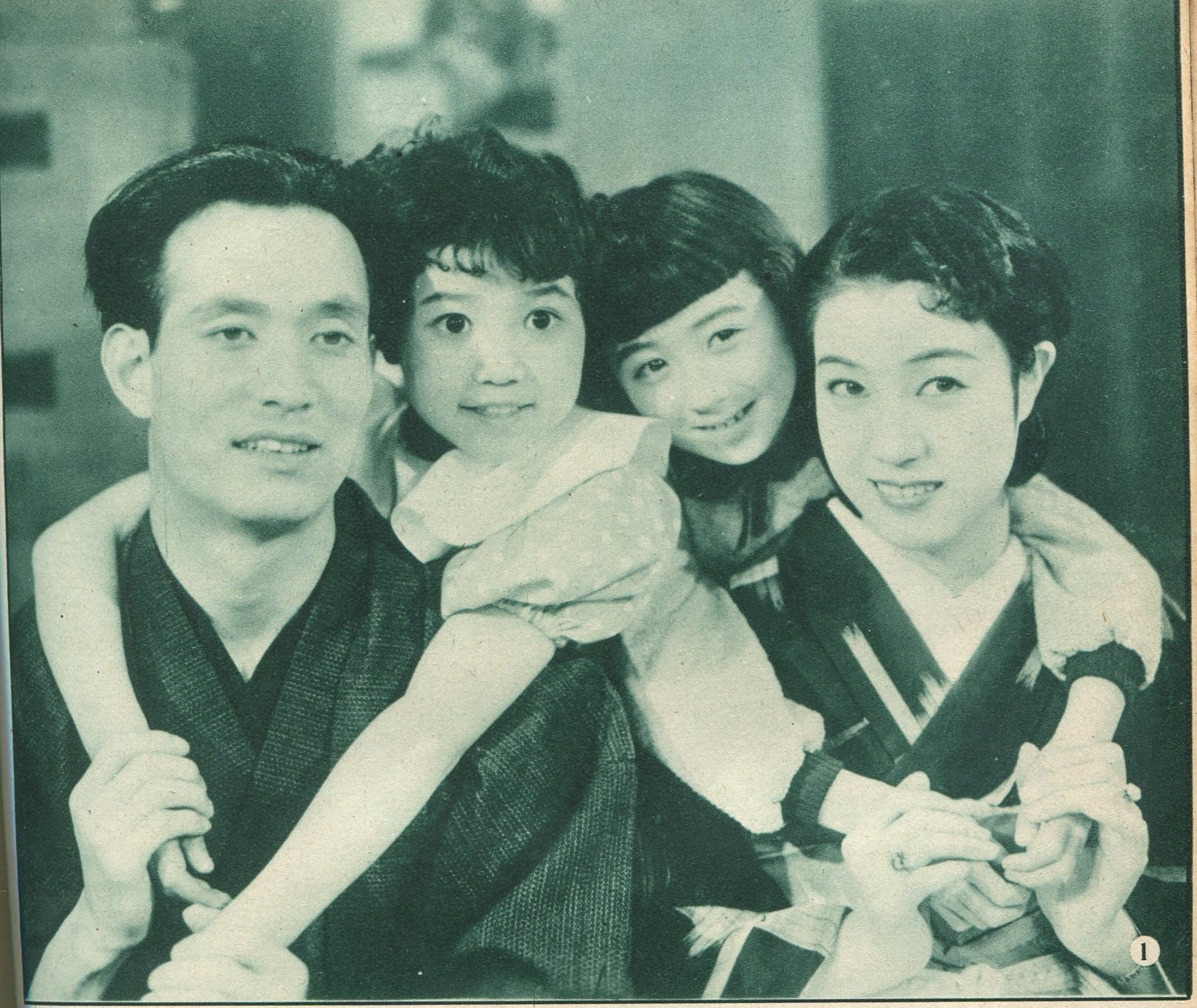
『悦ちゃん乗り出す』（1937年）。
左から、中田弘二、悦ちゃん、星美千子、黒田記代

- 『悦ちゃん乗出す』[5]（『悦ちゃん乗り出す』[2]） : 監督倉田文人、1937年6月17日公開 - 三島加代
- 『若しも月給が上つたら』[1][5]（『若しも給料が上がったら』[3]、『もしも月給が上がったら』[2]） : 監督倉田文人、1937年8月25日公開 - タイピスト・片岡すみ子（主演）
- 『水戸黄門廻国記』 : 監督池田富保、製作日活京都撮影所、1937年10月14日公開 - おさよ
- 『戦士の道』 : 監督首藤寿人、1937年10月28日公開 - 主演
- 『警官挺身隊』 : 監督伊賀山正徳、1937年12月1日公開 - 妻・民子（主演）
- 『男の誓ひ』 : 監督春原政久、1937年12月8日公開 - 沖田検事の妻
- 『敵前渡河噫! 友田伍長』 : 監督伊賀山正徳、1938年2月17日公開 - 妻・粂子
- 『東京要塞』 : 監督清瀬英次郎、1938年3月15日公開
- 『忠臣蔵 天の巻・地の巻』 : 監督池田富保、製作日活京都撮影所、1938年3月31日公開 - 浮橋太夫、総集篇『忠臣蔵 天の卷 地の卷』題の3分尺の断片のみが現存（NFC所蔵[6]）
- 『蒙古の花嫁』 : 監督首藤寿人、1938年6月23日公開 - 妻・八重子
- 『アパート交響楽』[5]（『アパート交響曲』[2]） : 監督清瀬英次郎、1938年7月13日公開 - 九号室内職する美人
- 『悦ちゃん万才』（『悦ちゃん萬才』[3]、『悦ちゃん万歳』[5]） : 監督伊賀山正徳、1938年7月31日公開 - 娘・桂子
- 『新商売往来』 : 監督水ヶ江龍一、1938年8月25日公開 - 主演
- 『北へ帰る』 : 監督倉田文人、1938年9月15日公開 - 娘・津由子
- 『続水戸黄門廻国記』 : 監督池田富保、製作日活京都撮影所、1938年10月13日公開 - 波路
- 『女の世界』 : 監督首藤寿人、1938年10月13日公開 - 夫人・千恵子
- 『新生活設計図』 : 監督伊賀山正徳、1938年11月10日公開 - 妻・たか子（主演）
- 『愛国巡礼歌』（『愛国巡礼』[3]） : 監督山本弘之、1938年11月24日公開 - 妻・時子
- 『地上天国』 : 監督千葉泰樹、1939年1月7日公開 - 三ツ矢富子
- 『花嫁拝領』 : 監督渡辺恒次郎、1939年2月8日公開 - 浪子（主演）
- 『遅咲きの花』 : 監督伊賀山正徳、1939年2月22日公開 - 大川夫人

### 新興キネマ東京撮影所
すべて製作は「新興キネマ東京撮影所」、すべて配給は「新興キネマ」、以降すべてトーキーである。
- 『父は九段の桜花』 : 監督青山三郎、1939年9月24日公開 - その妻久子（主演）
- 『夢ならぬ恋 夢の巻』 : 監督深田修造、1939年10月1日公開 - 平八の姉娘真樹子（主演）
- 『夢ならぬ恋 愛の巻』 : 監督深田修造、1939年11月1日公開 - 平八の姉娘真樹子（主演）
- 『子宝』 : 監督沼波功雄、1939年11月23日公開 - その妻お葉
- 『母恋千鳥』 : 監督須山真砂樹、1939年12月24日公開 - 山内弓子（主演）
- 『快男児』 : 監督久松静児、1939年製作・公開 - 耕雲の妹美佐保（主演）
- 『男は度胸』 : 監督曾根千晴、1940年1月25日（1月23日[3]）公開
- 『熱情の翼』[6]（『情熱の翼』[2]） : 監督小石栄一、1940年2月14日公開 - 半蔵の娘ひろみ、72分尺で現存（NFC所蔵[6]）
- 『母の願ひ』 : 監督久松静児、1940年4月18日公開 - その妹悦子
- 『晴れ姿』 : 監督青山三郎、1940年4月25日公開 - その妻咲子（主演）
- 『舞姫の秘密』 : 監督小石栄一、1940年5月8日公開 - 舞踊研究所所長大塚春江（主演）
- 『女性本願』 : 監督田中重雄、1940年6月13日公開 - 立花須磨子（主演）
- 『良人なきあと』 : 監督曾根千晴、1940年10月31日公開 - 三橋朱美
- 『南国絵巻』 : 監督久松静児、1941年2月8日公開 - 文六の長女静子（主演）
- 『母代』 : 監督田中重雄、1941年2月22日公開 - 刑務所の看守長綾部つう（主演）
- 『鉄の花嫁』 : 監督田中重雄、1941年4月10日公開 - 染川美津子
- 『相寄る魂』 : 監督伊奈精一、1941年4月17日公開 - 紡績工場の女子工員お篠（主演）
- 『大都会』 : 監督久松静児、1941年5月8日公開 - 和枝の女学校同窓で久次郎の妻洋子
- 『母の灯』 : 監督深田修造・小石栄一、1941年6月12日公開 - 三佐子の長女で看護婦喜代子
- 『旋風街』 : 監督久松静児、1941年7月8日公開 - 広瀬由美
- 『あの山越えて』 : 監督曾根千晴、1941年7月31日公開 - 一郎の後妻関本京子
- 『北極光』 : 監督田中重雄、1941年8月20日公開 - 深井久子（譲一の妹・徹の幼馴染み）、108分尺で現存（NFC所蔵[6]）
- 『春星夫人』 : 監督田中重雄、1941年9月28日公開 - その妻文枝（主演）
- 『太陽先生』 : 監督深田修造、1941年11月13日公開 - 保娼宇津木靖子
- 『春遠からじ』 : 監督久松静児、1942年1月8日公開 - 中沢真子（主演）
- 『逞しき愛情』 : 監督沼波功雄、1942年3月1日公開 - 佐竹家の女中菅沼みつ（主演）

### 大映
以下の通りである。
- 『香港攻略 英國崩るゝの日』 : 監督田中重雄、製作大映東京第一撮影所、配給映画配給社、1942年11月19日公開 - 吉岡早苗、36分尺で現存（NFC所蔵[6]）
- 『我が家の風』 : 監督田中重雄、製作大映東京撮影所、配給映画配給社、1943年7月29日公開 - 惣一の妻すみ、7分尺の断片のみが現存（NFC所蔵[6]）2023年11月28日に、71分版が上映。[17]

### フリーランス
- 『幾山河』 : 監督田中重雄、製作新興映画、配給大映、1946年1月10日公開 - 芸者小花
- 『見ないで頂戴お月さま』 : 監督中川順夫、製作えぬ・えすプロダクション、配給東宝、1954年9月17日公開 - 春廼家の女将[4]